# Upie
Upie este o comună în departamentul Drôme din sud-estul Franței. În 2009 avea o populație de 1.432 de locuitori.

## Evoluția populației
| An        | 1975 | 1982 | 1990 | 1999  | 2006  | 2009  |
| --------- | ---- | ---- | ---- | ----- | ----- | ----- |
| Populație | 742  | 938  | 956  | 1.096 | 1.314 | 1.432 |